# ام‌وی تایکون
ام‌وی تایکون (به انگلیسی: MV Tycoon) یک کشتی بود که طول آن ۸۴٫۷ متر (۲۷۸ فوت) بود. این کشتی در سال ۱۹۸۳ ساخته شد.